# Tractat de Liubutsk
El Tractat de Liubutsk va ser un tractat de pau signat a l'estiu de 1372 entre Algirdas, Gran Duc de Lituània i Dmitri Donskói, Príncep de Moscou. El tractat va procurar un període de set anys de pau.
La influència i el poder del Gran Ducat de Moscou van créixer gradualment i els seus interessos van entrar en conflicte amb els de Lituània. Després de la batalla de les Aigües Blaves el 1362 Lituània va prendre Kíev, convertint-se en veí directe de Moscou. Algirdas va donar suport a Tver, el principal rival regional de Moscou, i va intentar promoure al seu cunyat Mijaíl II de Tver al tron de Vladímir, que durant llarg temps havia estat una possessió de Moscou.
Després de dues campanyes el 1368 i el 1370 en què havia assolit Moscou però no havia pogut prendre el Kremlin, el 1372 Algirdas va organitzar un tercer atac, que es va aturar a la vora de Liubutsk, un poble a prop del riu Oká al nord-est de Tula. Les tropes d'avantguarda lituanes van ser derrotades i van haver de retirar-se. Algirdas va assegurar la seva posició en pujols escarpats i es va enfrontar a l'exèrcit de Dmitri. Després d'un període de punt mort, es va acordar el tractat de pau. Algirdas es va comprometre a abandonar els plans d'ascens al tron de Vladímir, per part de Mijaíl i a donar fi a la seva assistència a Tver. La pau va durar durant set anys fins a 1379, quan en morir Algirdas el 1377 el seu fill gran Andréi de Pólotsk es va aliar amb Moscou contra Jogaila.
Les expedicions a Moscou van consumir molts recursos, però no van aconseguir cap resultat significatiu. Van reforçar el prestigi i la influència de Moscou en el poble rus i van significar el fi de l'expansió cap a l'est de Lituània en terres eslaves.